# Stefan Krah
Stefan Krah là một nghệ sĩ vĩ cầm người Đức đã giải mã được thành công một trong ba tài liệu mã hóa bởi máy Enigma do người Đức tạo ra trong Chiến tranh thế giới thứ hai (năm 1942) vào ngày 4 tháng 3 năm 2006.
Stefan Krah đã viết một chương trình giải mã, rồi công bố trên Internet cho các nhóm thông tin khác xem, hy vọng họ hợp tác với anh hoặc chỉ bảo những điều cần thiết. Ban đầu dự án thu hút sự chú ý của khoảng 45 người sử dụng. Tất cả họ cho phép Stefan Krah sử dụng máy của họ vào dự án M4 (đặt theo tên của máy M4 Enigma gốc). Nhưng đến nay đã có đến 2.500 thiết bị (terminals) riêng rẽ cùng góp sức tính toán tình nguyện vào dự án này. Chỉ trong hơn 1 tháng, từ sự kết hợp ngẫu nhiên các chữ cái, một thông tin thật thời chiến tranh đã xuất hiện. Trong một cuộc kiểm thử lại các tài liệu còn lưu trữ xác nhận thông tin đó được Đại úy thuyền trưởng Hartwig Looks, Chỉ huy trưởng tàu ngầm U264 của Hải quân Đức Quốc Xã, gửi đi ngày 25 tháng 11 năm1942.